# Rosemarie Ackermann
Rosemarie Witschas-Ackermann (ur. 4 kwietnia 1952 w Lohsa) – wschodnioniemiecka lekkoatletka, która specjalizowała się w skoku wzwyż.

## Kariera sportowa
Trzykrotna uczestniczka igrzysk olimpijskich – Monachium 1972 (7. miejsce), Montreal 1976 (złoty medal i rekord olimpijski) oraz Moskwa 1980 (4. miejsce). Złota oraz srebrna medalistka mistrzostw Europy. Siedmiokrotna rekordzistka świata na stadionie oraz czterokrotna halowa rekordzistka globu (do 1,95 w 1977). Podczas mityngu ISTAF na stadionie olimpijskim w Berlinie 26 sierpnia 1977 jako pierwsza kobieta na świecie skoczyła wzwyż 2 metry. Po tym wyczynie wygrała prestiżowy plebiscyt Track & Field Athlete of the Year.

## Osiągnięcia
| Rok  | Impreza                   | Miejsce    | Lokata     | Wynik    |
| ---- | ------------------------- | ---------- | ---------- | -------- |
| 1972 | Igrzyska olimpijskie      | Monachium  | 7. miejsce | 1,85     |
| 1973 | Halowe mistrzostwa Europy | Rotterdam  | 4. miejsce | 1,86     |
| 1973 | Półfinał pucharu Europy   | Bukareszt  | 1. miejsce | 1,87     |
| 1974 | Halowe mistrzostwa Europy | Göteborg   | 1. miejsce | 1,90     |
| 1974 | Mistrzostwa Europy        | Rzym       | 1. miejsce | 1,95     |
| 1975 | Halowe mistrzostwa Europy | Katowice   | 1. miejsce | 1,92 =CR |
| 1975 | Półfinał pucharu Europy   | Sofia      | 1. miejsce | 1,82     |
| 1975 | Finał pucharu Europy      | Nicea      | 1. miejsce | 1,94     |
| 1976 | Halowe mistrzostwa Europy | Monachium  | 1. miejsce | 1,92     |
| 1976 | Igrzyska olimpijskie      | Montreal   | 1. miejsce | 1,93     |
| 1977 | Półfinał pucharu Europy   | Dublin     | 1. miejsce | 1,94     |
| 1977 | Finał pucharu Europy      | Helsinki   | 1. miejsce | 1,97     |
| 1977 | Puchar świata             | Düsseldorf | 1. miejsce | 1,98     |
| 1978 | Mistrzostwa Europy        | Praga      | 2. miejsce | 1,99     |
| 1979 | Finał pucharu Europy      | Turyn      | 1. miejsce | 1,97     |
| 1980 | Igrzyska olimpijskie      | Moskwa     | 4. miejsce | 1,91     |